# 앤서니 리처드슨
앤서니 리처드슨(Anthony Richardson), 1983년 7월 29일 ~ )은 원주 동부 프로미에 속해 있었던 농구 선수이다.